# 667 a.C.
Il 667 a.C. (DCLXVII a.C. in numeri romani) è un anno  del VII secolo a.C.

## Eventi
- Fondazione di Bisanzio, l'odierna Istanbul.